# Мишинці
45°37′ пн. ш. 15°19′ сх. д. / 45.61° пн. ш. 15.31° сх. д.
Мишинці (хорв. Mišinci) — населений пункт у Хорватії, у Карловацькій жупанії у складі громади Жаканє.

## Населення
Населення за даними перепису 2011 року становило 147 осіб.
Динаміка чисельності населення поселення: